# Bhagabhadra
Bhagabhadra war ein indischer König der Shunga-Dynastie, die von etwa 185 v. Chr. bis 73 v. Chr. im Norden des indischen Subkontinents herrschte. Bhagabhadra erscheint als Bhagavata oder auch Bhaga in den Puranas als neunter Herrscher der Shunga-Dynastie; er soll 32 Jahre regiert haben.
Außerhalb der Puranas ist er von der Heliodoros-Säule bekannt, die Heliodoros, ein Gesandter des Indo-griechischen Königs Antialkidas, um das Jahr 100 v. Chr. errichten ließ. Die Inschrift auf der Säule bezeugt das 14. Regierungsjahr von Bhagavata; eine weitere Säule nennt sein 12. Regierungsjahr.